# Triptyque Norfolk
Le triptyque Norfolk est un ensemble de panneaux de bois peints entre 1400 et 1415, représentant plusieurs scènes inspirée de la Bible et de la vie des saints, dont au centre un Homme de douleurs soutenu par  deux anges. Il est exposé au Musée Boijmans Van Beuningen de Rotterdam. Il a probablement été réalisé à Liège ou à Maastricht.